# Kurt-Magnus-Preis
Der Kurt-Magnus-Preis ist ein Hörfunkpreis, der zur Förderung des Nachwuchses für überdurchschnittliche Leistungen im Hörfunkjournalismus verliehen wird und als einer „der bedeutendsten Hörfunkpreise in Deutschland“ gilt.

## Geschichte
Der Preis wurde 1962 zum Andenken an Kurt Magnus, einen der Pioniere des deutschen Rundfunks und ehemaligen Verwaltungsratsvorsitzenden des Hessischen Rundfunks, von der ARD gestiftet und 1963 erstmals vergeben.
Das Höchstalter für die Teilnahme beträgt 35 Jahre.
Bis zum Jahre 2002 wurden jährlich unter Federführung des Hessischen Rundfunks bis zu zehn, seitdem maximal fünf Preise vergeben. Der Preis ist mit Geldprämien oder Fortbildungsbeihilfen im Wert von insgesamt 25.000 Euro verbunden.

## Preisträger
- 1963: Adolf Schröder, Jürgen Haug, Helge Pross, Walther von La Roche
- 1964: Erasmus Schöfer, Peter Leonhard Braun
- 1965: Peter Schünemann
- 1966: Uwe Schultz
- 1967: Peter Michels
- 1968: Wolfgang Pohl,[4] Guntram Vesper, Rolf Haufs, Volker Kühn,[5] Peter Glotz, Wolfgang R. Langenbucher[6]
- 1969: Horst Königstein, Manfred Römbell, Joachim Sonderhoff
- 1970: Elke Herrmann
- 1971: Ernst Klee
- 1972: Rainer Sörensen, Udo Reiter
- 1973: Michael Koser
- 1974: Rüdiger Siebert, Karl Corino, Marianne Scheuerl, Armin E. Möller
- 1975: Wolfgang Herles (BR), Barbara Feldmann (hr)[7]
- 1977: Werner Gross
- 1978: Thomas Gottschalk
- 1979: Klaus-Michael Mallmann, Klaus Klöckner, Gerhard Bungert, Jürgen Geers
- 1980: Detlef Clas, Rainer Milzkott
- 1981: Christian Cortés, Günter Fink, Gabriele Auensen-Borgelt,  Florian Schwinn, Bernd Hackländer
- 1982: Dagmar Töpfer, Michael Augustin, Michaela Pilters, Claus-Erich Boetzkes
- 1983: Peter Hahne, Norbert Schaeffer
- 1984: Holger Senzel
- 1985: Hans-Peter Archner, Judith Grümmer
- 1986: Maximilian Schönherr, Angelika Bierbaum, Rolf Müller
- 1987: Karl Karst, Peter Liermann, Werner Hahn
- 1988: Wolfram Wessels, Klaus Reichert
- 1989: Ekkehard Skoruppa, Michael Sandner, Marion von Haaren
- 1990: Gero Schließ
- 1991: Miodrag Soric, Oliver Frick
- 1992: Anja Tuckermann, Thomas Schreiber[8]
- 1993: Susanne Führer, Frank Grotelüschen, Thomas Jung, Christoph Sagurna
- 1994: Christoph Scheffer, Axel Naumer, Ulrike Ebenbeck
- 1995: Donal O’Sullivan, Monika Schubert
- 1996: Steffen Kopetzky, Mike Heerdegen, Andreas Geyer, Henry Bernhard
- 1997: Insa Backe, Katrin Zipse
- 1998: Stefanie Markert
- 1999: Marcus Schuler, Kristin Schönfelder, Hennes Bender, Susanne Burkhardt, Christine Wunnicke
- 2000: Björn Blaschke, Jan Weyrauch
- 2001: Sonja Striegl, Markus Heuger, Ute Schönfelder, Björn Staschen
- 2002: Julian Klein, Katja Heijnen, Charlotte Maihoff, Michael Schulte, Steffen Hallaschka
- 2003: Sabine Müller
- 2004: Martin Zylka, Sonja Schäfer, Kai Küstner, Dirk Wagner
- 2005: Vera Block (1. Preis, rbb), Katharina Neuschaefer (2., BR), Adrian Feuerbacher (ebenfalls 2., NDR)
- 2006: Christina Teuthorn-Mohr (1. Preis, BR), Corinna Tertel (ebenfalls 1., hr), Stefanie Pesch (3., Radio Bremen), Daniela Kahls (4., MDR), Markus Stratmann (5., NDR)
- 2007: Kein 1. Preis, Nadine Rüttinger (2., BR), Lena Bodewein (3., NDR); Leon Stebe (5., rbb), Silke Becker (ebenfalls 5., WDR)[9]
- 2008: Kein 1. Preis, Martina Buttler (2., WDR), Katja Nitschke (ebenfalls 2., hr), Kai Schmieding (3., SR), Jan-Philippe Schlüter (ebenfalls 3., SWR), Martin Mair (4., MDR)
- 2009: Stella Luncke (1., Deutschlandradio), Alexander Göbel (2., Deutsche Welle), Verena Hussong (3., SWR), Nadine Kreuzahler (4., rbb)[10]
- 2010: Kilian Pfeffer (1. Preis, SWR), Jürgen Webermann (ebenfalls 1., NDR), Monika Schäfer (3., hr), Nina Kawalun (4., WDR), Marie Kaiser (5., rbb)
- 2011: Amelie Ernst (1. Preis, rbb), Jan Bösche (2., MDR), Tobias Nagorny (2., Radio Bremen), Deborah Schamuhn (3., SWR), Jörg Steinkamp (4., WDR)
- 2012: David Rother (1. Preis, WDR), Sophie Donges (2., NDR), Christiane Abelein (3., Deutschlandradio), Christian Schiffer (4., BR), Diane Arapovic (5., rbb)[11]
- 2013: Martin Seidemann (1. Preis, NDR), Johannes Nichelmann (ebenfalls 1., rbb), Verena Klein (3., SR), Sabine Brütting (4., hr), Oliver Neuroth (4., SWR).[12]
- 2014: Kein 1. Preis, Stefan Eilts (2., NDR), Jenny Marrenbach (2., Deutschlandradio), Daniel Hirsch (3., rbb), Elisabeth Veh (4., BR).[13]
- 2015: Hadija Haruna (1. Preis, hr), Benedikt Strunz (2., NDR), Michael Bartlewski (2., BR), Daniel Schlipf (3., WDR), Jan Christian Kröger (4., MDR).[14]
- 2016: Nilofar Elhami (1. Preis, Deutschlandradio), Alena Isabelle Jabarine (2., NDR), Lisa Weiß (4., BR), Vera Wolfskämpf (ebenfalls 4., MDR)[15]
- 2017: Moritz Cassalette (1. Preis, NDR), Sammy Khamis (2., BR), Jason Panajotis Gavrilis (2., DLR), Katharina Jansen (4., SWR), Jana Fischer (5., WDR)[16]
- 2018: Tinia Würfel (1. Preis, Radio Bremen), Melanie Fuchs (2., NDR), Dunja Sadaqi (3., hr), Wolfgang Kerler (ebenfalls 3., BR)
- 2019: Kein 1. Preis, Charlotte Grieser (2., SWR), Henrike Möller (ebenfalls 2., rbb), Mona Ameziane (3., WDR), Bastian Brandau (4., Deutschlandradio)
- 2020: Eva Schulz (1. Preis, NDR), Marcel Heberlein (2., Radio Bremen), Maximilian Ulrich (3., rbb), Ramon Babazadeh (ebenfalls 3., SWR), Johannes Döbbelt (4., WDR)
- 2021: Nikolas Golsch (1. Preis, Radio Bremen), Isabel Sonnabend (2., SR), Sara Jasmin Bhatti (3., hr), Sophia Wetzke (ebenfalls 3., rbb), Marvin Milatz (Sonderpreis, NDR)[17]
- 2022: Constantin Zöller (1. Preis, SWR), Rahel Klein (ebenfalls 1., Deutschlandradio) und Jennifer Johnston (ebenfalls 1., NDR), Franziska Hoppen (2., rbb) und Sebastian Schreiber (ebenfalls 2., hr)[18]
- 2023: Lisa Muckelberg (1. Preis, hr), Christopher Jähnert (2., SWR), Eva Lamby-Schmitt (3., MDR)[19]
- 2024: Ann-Kathrin Wetter (2. Preis, BR), Leo Braun (2., SWR), Isabel Scholz (3., NDR)[20]